# Теодор, Михаил Николаевич
Михаил Николаевич Теодор (1924—1992) — советский работник сельского хозяйства, чабан, Герой Социалистического Труда.

## Биография
Родился 21 июня 1924 года в селе Вулканешты Бессарабии, ныне Молдавия.
После окончания 4-летней школы пошёл работать чабаном.
C началом Великой Отечественной войны, во время эвакуации народного имущества, перегонял колхозную скотину на восток СССР, за Волгу.
По окончании войны поселился в Первомайске Николаевской области. Работал чабаном, затем старшим чабаном в колхозе имени Т. Г. Шевченко.
В 1960 году, после объединения нескольких колхозов в один совхоз «Первомайский», работал бригадиром чабанов. В этом же году бригада Теодора М. Н. получила 190 ягнят от 100 овцематок и настригла с каждой овцы по 5,6 килограмм шерсти, а также сдала государству 350 центнеров баранины. За это достижение бригада Теодора первой в Первомайском районе получила звание «Коллектив коммунистического труда». Позже Михаил Николаевич был назначен руководителем 4-го отделения совхоза «Первомайский».
Был делегатом XIII съезда профсоюзов в Москве (1963). Неоднократно принимал участие в ВДНХ СССР, дважды награждался серебряной медалью ВДНХ.
По словам его сына, архимандрита Зинона, «нелепая случайность оборвала его жизнь. Забрался на вишню, стал срывать ягоды, ветка подломилась, он и сорвался. Ушиб сильно печень, но сразу к врачу не обратился, а потом оказалось, что поздно». Умер 28 апреля 1992 года. Похоронен в городе Первомайске.

## Награды
- Герой Социалистического Труда (Указ Президиума Верховного Совета СССР от 26 февраля 1958 года — за высокие показатели в производстве мяса и шерсти, № 013745).
- Награждён орденом Ленина (26.02.1958).

## Семья
- Жена — Теодор Евдокия Матвеевна.
- Сын — Теодор, Владимир Михайлович, архимандрит Русской православной церкви, современный иконописец.